# Friedrich Schüler
Pour les articles homonymes, voir Schuler.
Friedrich Schüler (né le 19 août 1791 à Bergzabern et mort le 26 juin 1873 à Metz) est un avocat et un homme politique démocrate bavarois.

## Biographie
Friedrich Schüler est le fils du professeur Elias Schüler. Il commence ses études de droit à l'Université de Strasbourg. Le 28 avril 1812, il s'inscrit à l'Université de Göttingen . Après avoir obtenu son diplôme, il s'installe à Deux-Ponts en tant qu'avocat.
En 1831, il est élu en tant que Landstand (de) (représentant politique de l'Etat) dans la deuxième chambre (de) de l'assemblée des États de Bavière (de) Ici, il est actif au sein du comité du budget. Selon Eike Wolgast (de), Schüler est un républicain et un libéral radical avec un sens des actes démonstratifs. S'opposant au style absolutiste de gouvernement, Schüler s'oppose à la liste civile et au budget des arts. Il veut arrêter les travaux de l'ancienne ou de la nouvelle pinacothèque à Munich, qu'il considère comme une utilisation arrogante et un gaspillage de fonds par le monarque. Un autre domaine de son engagement politique est le plaidoyer pour l'union douanière entre le Bade et la Bavière (de) et au-delà avec le Royaume de Prusse afin d'uniformiser la politique de péage y afférente.

### Première fête de Schüler
Après la fin de la session du Parlement bavarois le 29 décembre 1831  les représentants retournent dans leurs circonscriptions. Les partisans de Schüler de Deux-Ponts-Bubenhausen organisent la "première fête de Schüler" pour les rapatriés le 29 janvier 1832. Venue de France depuis 1830, cette forme de manifestation d'opposition en hommage trouve un écho favorable dans les états allemands. De plus, le banquet est l'occasion de contourner l'interdiction de rassembler plus de vingt personnes,. Pour saluer Friedrich Schüler, 102 coups de feu sont tirés avec un mortier. Le nombre de salves dépasse les 101 coups habituels pour la naissance d'un héritier du trône ou l'accueil du monarque britannique. Le banquet de Schüler a rassemblé 350 convives.
Les membres de l'opposition qui se sont réunis au banquet se considèrent comme des patriotes. Leur demande est que toute légitimation provienne de la souveraineté populaire. Si ce changement est opéré, ce sera la pierre angulaire de la «renaissance de l'Allemagne». Dans son discours, Schüler s'offense du faible pouvoir du parlement de l'État. L'opinion publique doit exercer plus d'influence sur la politique gouvernementale. Cependant, cela ne peut être réalisé que par la presse libre. Ce faisant, il adopte l'idée de l'opposition, qui déclare que la presse libre est l'instrument le plus important pour réaliser une réforme politique radicale - avec ou sans prince, c'est une question ouverte.

### Association allemande de la presse et de la patrie
Le discours de Schüler donne ainsi l'impulsion à la création d'une association de la patrie allemande pour soutenir la presse libre comme une continuation de l'idée de Wirth (de). La présidence provisoire est prise le 21 février par les deux avocats Joseph Savoye et Ferdinand Geib (de) accompagné de Schüler, Les activités de l'Association allemande de la presse et de la patrie consistent principalement à collecter de l'argent, à organiser des réunions, à envoyer des notes de protestation et à soutenir les écrivains et les magazines. Dans la période qui a suivi, des comités locaux sont formés dans de nombreuses villes allemandes.
Le club n'est plus autorisé à exister depuis le 1er mars en raison d'une interdiction générale des clubs. Schüler, Geib et Savoye font appel de l'interdiction. Dans un article de la "Deutsche Tribüne", Schüler proteste contre la demande du gouvernement de signer une déclaration de non-adhésion aux "relations secrètes", comme cela a déjà été demandé aux fonctionnaires. Comme Schüler n'a pas signé la déclaration, il est radié de la liste des avocats bavarois en décembre 1832.

### Le festival de Hambach et fuite de Schüler

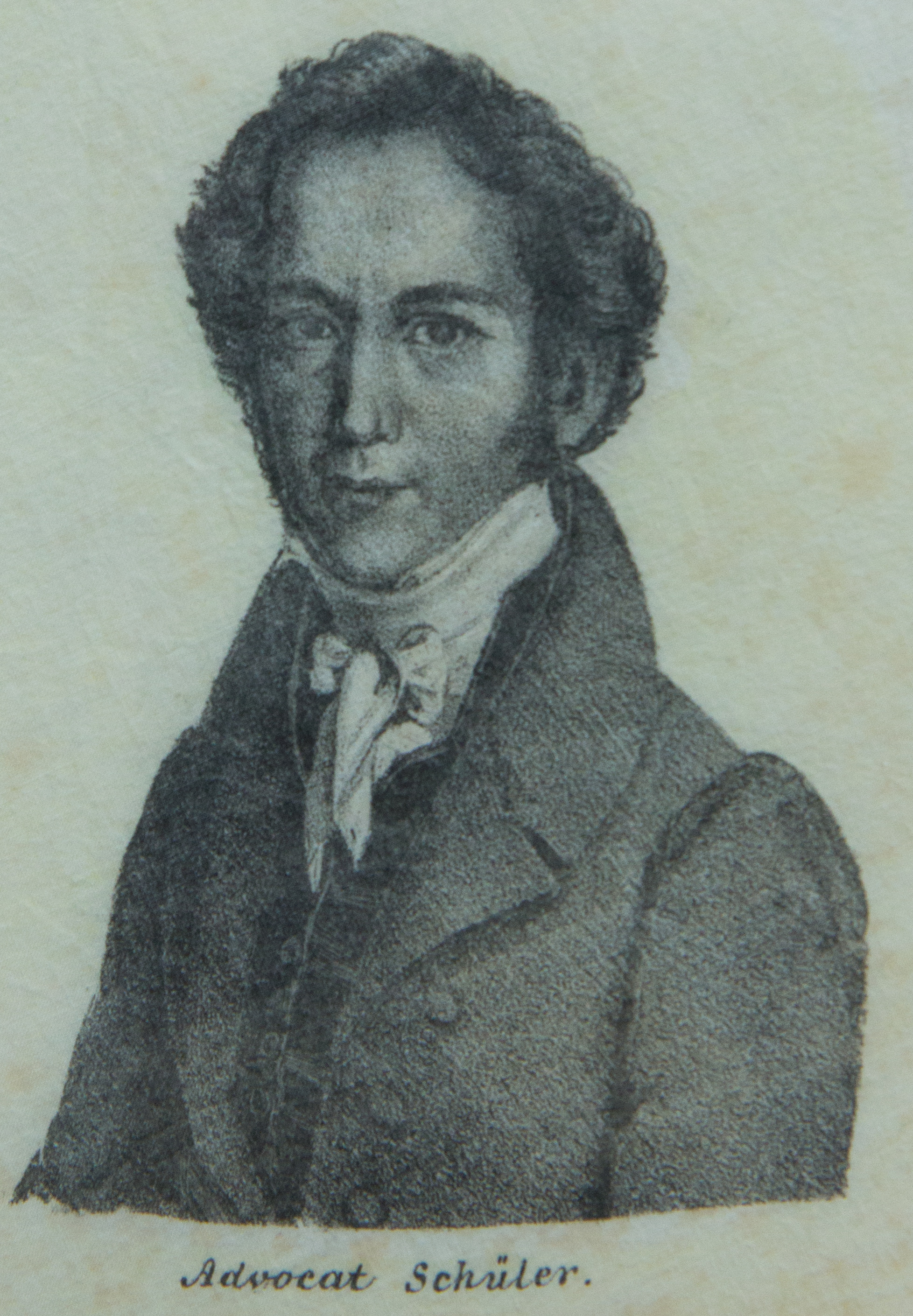
Friedrich Schüler, illustré sur le tissu Hambach

Le 6 mai 1832, la deuxième fête de Schüler a lieu à Deux-Ponts; encore une fois de la même manière que la première, maintenant avec 560 couverts. Déjà lors de la première fête en janvier, Siebenpfeiffer a présenté le plan d'un grand festival national. Pendant ce temps, l'appel de Siebenpfeiffer à «Der Deutschen Mai» pour un «Festival populaire et national» est fixé pour le 27 mai. Deux jours après la réunion de Deux-Ponts, la fête prévue est interdite par le nouveau commissaire général bavarois Baron de Andrian-Werburg et une interdiction de séjour est ordonnée pour Neustadt et ses environs.
Avec Savoye et Geib, Schüler rédige 11 mai un avis juridique dans lequel l'interdiction par le gouvernement de la Fête de Hambach s'avère illégale. Le 17 mai, le commissaire général est contraint de révoquer son interdiction. Après ce succès, les démocrates renouvèlent leur invitation.
Schüler participe à la fête et prononce son discours dans l'après-midi le 2e jour de fête. Le 15 juin, le gouvernement ordonne au commissaire général de faire arrêter les orateurs du festival pour trahison.
Schüler évite la menace d'arrestation en se rendant à Sainte-Ruffine, une petite ville près de Metz, dans le domaine de sa femme Anatholie Salmon, qui est riche en France.

### Parlementaire
Du 18 mai 1848 jusqu'à la fin du parlement croupion le 18 juin 1849, Schüler est membre du Parlement de Francfort en tant que délégué de Lauterecken. À partir du 6 juin 1849, il est membre du gouvernement impérial impuissant et qui n'existe officiellement que pendant quelques jours en tant que ministre de l'Intérieur.
Dès 1831, Schüler est membre de l'Assemblée des États bavarois. En 1849, il devient membre du parlement bavarois.

### Participation à la révolution et l'exil
En 1849, Schüler ne participe ni à la campagne de constitution impériale ni au soulèvement du Palatinat. Néanmoins, il est accusé de haute trahison et condamné à mort par contumace. Il s'enfuit de nouveau en Lorraine, où il séjourne soit sur son domaine de Sainte-Ruffine, soit dans sa maison du centre-ville de Metz. Le gouvernement bavarois adopte ensuite une loi qui exclut catégoriquement Friedrich Schüler de toute amnistie. Un retour en Bavière ou même à la politique n'est plus une option pour Schüler, il reste donc en Lorraine jusqu'à sa mort. La tombe de Schüler est conservée au cimetière de l'église catholique de Sainte-Ruffine jusqu'à ce jour; elle est rénovée en 2016 par les «Amis de la Fondation Siebenpfeiffer» et équipée d'un panneau d'information.